# Marouf al-Bakhit
Marouf Suleiman al-Bakhit (18. ožujka 1947. – 7. listopada 2023)), jordanski političar i premijer u dva navrata (2005. – 2007., 2011.). Obrazovao se u Sjedinjenim Državama i Ujedinjenom Kraljevstvu.

## Vanjske poveznice
|  | Zajednički poslužitelj ima još gradiva o temi Marouf al-Bakhit |

- Prime Ministry of Jordan website (engl.)